# Dichrogaster longicaudata
Dichrogaster longicaudata là một loài tò vò trong họ Ichneumonidae.